# 贝娜齐尔·布托国际机场
貝娜齊爾·布托國際機場（ICAO : OPRN) 原為巴基斯坦伊斯兰共和国继卡拉奇真纳国际机场和拉合尔阿拉马·伊克巴勒国际机场之后的第三大国际机场，坐落于旁遮普省的拉瓦尔品第，現已停止運作，所有航班轉移至伊斯兰堡国际机场。原称伊斯兰堡国际机场，后为了纪念在当地遇刺的该国前总理贝娜齐尔·布托而改今名。新伊斯蘭瑪巴德國際機場啟用後，民航飛機不會再在贝娜齐尔·布托国际机场降落，贝娜齐尔·布托国际机场成為努尔·汗空军基地的一部分。